# Rivière Newport (rivière Eaton Nord)
Pour les articles homonymes, voir Newport.
La rivière Newport est un tributaire de la rivière Eaton Nord dont le courant se déverse successivement dans la rivière Eaton, rivière Saint-François, puis le Fleuve Saint-Laurent.
La rivière Newport coule dans les municipalités de Newport et de Cookshire-Eaton dans la municipalité régionale de comté (MRC) Le Haut-Saint-François, dans la région administrative de l'Estrie, au Québec, au Canada.

## Géographie
Les bassins versants voisins de la rivière Newport sont :
- côté nord : ruisseau Bury, ruisseau Tambs, ruisseau Brookbury, rivière Saint-François ruisseau Ditton Ouest ;
- côté est : ruisseau Sherman, ruisseau Statton, rivière au Saumon ;
- côté sud : rivière Eaton Nord ;
- côté ouest : ruisseau des Pope, rivière Eaton.

La rivière Newport prend sa source dans la municipalité de Bury, au sud du village de Bury et au nord du lieu-dit de Learned Plain.
À partir de sa source, la rivière Newport descend sur 10,8 km vers le sud selon les segments suivants:
- 1,6 km vers le sud-ouest, jusqu'à la limite municipale entre Newport et Cookshire-Eaton;
- 2,0 km vers le sud-ouest, jusqu'au chemin Learned Plain;
- 6,4 km vers le sud-ouest, jusqu'à la route 212;
- 0,8 km vers le sud, jusqu'à son embouchure.

La rivière Newport se déverse sur la rive nord de la rivière Eaton Nord à 0,6 km en aval de l'embouchure de cette dernière et à 2,9 km en amont de la confluence du ruisseau Sherman situé à la démarcation entre les municipalités de Newport et de Cookshire-Eaton.

## Toponymie
Le toponyme rivière Newport a été officialisé le 5 décembre 1968 à la Commission de toponymie du Québec.